# Bill Homeier
Bill Homeier (31 de agosto de 1918 – 5 de maio de 2001) foi um automobilista norte-americano que esteve em seis (três) 500 Milhas de Indianápolis, quando a prova fazia parte do calendário da Fórmula 1 de 1950 até 1960: 1953 (não se qualificou), 1954, 1955 (não se qualificou) (compartilhou com Walt Faulkner), 1958 (não se qualificou), 1959 (não se qualificou) e 1960.
Seu melhor resultado nas 500 Milhas de Indianápolis foi o 5º lugar em 1955, prova em que dividiu o carro com Walt Faulkner. Ambos marcaram 1 ponto.